# Northrop XP-56 Black Bullet
Northrop XP-56 Black Bullet – amerykański, prototypowy myśliwiec przechwytujący zaprojektowany w przedsiębiorstwie Northrop. Maszyna charakteryzowała się nietypowym układem aerodynamicznym bez usterzenia poziomego, zbliżonym do latającego skrzydła, charakterystycznego dla wczesnych konstrukcji Johna Northropa. Nazwa samolotu (Czarny Pocisk) pochodzi od kształtu kadłuba maszyny.

## Historia

### Geneza
Pod koniec lat 30. XX wieku United States Army Air Corps (USAAC) intensywnie poszukiwała nowych samolotów myśliwskich oraz wypracowywała taktykę ich użycia. Obok tradycyjnych konstrukcji, których początki sięgają tego okresu, takich jak Republic P-47 Thunderbolt, North American P-51 Mustang czy będący rozwinięciem P-36 samolot Curtiss P-40 Warhawk siły powietrzne starały się pozyskać nowe maszyny poprzez zastosowania alternatywnych koncepcji aerodynamicznych. Przewidywano, że nowe, niestosowane dotąd rozwiązania aerodynamiczne pozwolą uzyskać radykalne zwiększenie osiągów. 27 listopada 1939 roku USAAC wydały zapotrzebowanie Circular Proposal R-40C, w którym określały warunki jakie ma spełniać nowa maszyna, myśliwiec przechwytujący obrony punktowej. Ze względu na przeznaczenie, nacisk położono na szybkość i uzbrojenie samolotu, mniejszą wagę przywiązując do zasięgu. Wytwórnie zachęcono do zaprojektowania maszyn w nieortodoksyjnych układach aerodynamicznych. Z 50 nadesłanych do USAAC propozycji do dalszej realzacji wybrano trzy:Curtiss-Wright XP-55 Ascender, Vultee XP-54 Swoose Goose i projekt Northropa.

### Projekt

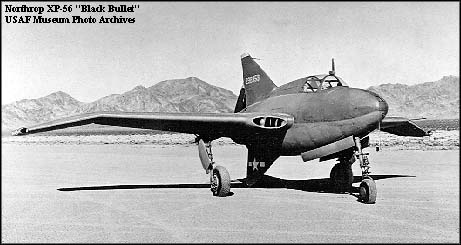
Drugi prototyp

Nowa maszyna stała się pierwszym zaprojektowanym przez Northrop Aircraft samolotem. Wybrano tradycyjny dla Northropa układ bez usterzenia poziomego. Zapewniał on znaczną redukcję oporów aerodynamicznych jak również zmniejszenie masy całego samolotu. Samolot, który otrzymał wewnętrzne firmowe oznaczenie N2B, posiadał kroplowy kadłub, na którego końcu planowano zainstalować nowoprojektowany, chłodzony cieczą silnik Pratt & Whitney X-1800-A3G o mocy 1800 KM napędzający dwa przeciwbieżne (w celu eliminacji momentu skręcającego) współosiowe śmigła pchające. Myśliwiec pozbawiony był tradycyjnego usterzenia pionowego, aby jednak poprawić stateczność samolotu, pod kadłubem na jego końcu zainstalowano płetwę stabilizującą. Funkcję steru kierunku przejęły wychylane powierzchnie sterujące umieszczone na końcach skrzydeł po obu ich stronach. Wychylanie odbywało się pneumatycznie poprzez system doprowadzający sprężone powietrze z butli, które również umieszczono w skrzydłach. 22 czerwca 1940 firma podpisała kontrakt na wstępne badania oraz przeprowadzenie prób modelu w tunelu aerodynamicznym. Po przeprowadzonych z wynikiem pozytywnym próbach, 26 września 1940 roku podpisano kontrakt na budowę prototypu oznaczonego jako XP-56, któremu przydzielono numer 41-786. Firma Pratt & Whitney zaprzestała jednak dalszych prac nad silnikiem X-1800. W zaistniałej sytuacji Northrop zmuszony był sięgnąć po inną jednostkę napędową, wybór padł na gwiazdowy silnik Pratt & Whitney R-2800-29. Nowy silnik dysponował większą mocą, miał jednak również większą średnicę w porównaniu z X-1800 co wymusiło przeprojektowanie kadłuba samolotu i spowodowało opóźnienie rzędu pięciu miesięcy względem przyjętego harmonogramu prac. Aby przetestować przyjęty układ aerodynamiczny w prawdziwych warunkach, firma wybudowała model oznaczony jako N1M, który po udanych badaniach w locie potwierdził słuszność przyjętej koncepcji. 13 lutego 1942 roku podpisano kontrakt na budowę drugiego prototypu z numerem 42-38353. Pierwsza z prototypowych maszyn została ukończona w kwietniu 1943 roku i przetransportowana do Muroc Air Base w Kalifornii.

### Próby
Próby kołowania, jakie przeprowadzono w Muroc ujawniły, że samolot ma tendencje do samoczynnych ostrych skrętów przy dużej prędkości. Zaradzono temu, wymieniając hamulce hydrauliczne na ręczne. Do swojego dziewiczego lotu samolot wzniósł się 30 września 1943 roku, za jego sterami siedział John Meyers. Kilka dni później, 8 października 1943 roku, podczas jednego z szybkich kołowań po pasie lotniska pękła lewa opona podwozia głównego, powodując wywrócenie się maszyny na plecy. Samolot uległ zniszczeniu, a pilot odniósł obrażenia. Poddano modyfikacji drugi prototyp, przesunięto do przodu środek ciężkości, dodano statecznik pionowy (zachowując podkadłubową płetwę ogonową), usprawniono system sterowania poprzez wprowadzenie nadmuchu klap (niektóre źródła podają lotek) sprężonym powietrzem z butli w celu poprawy ich efektywności. Pierwszy lot drugiego prototypu odbył się 23 marca 1944 roku, za sterami maszyny siedział Harry Crosby. Pojawił się sygnalizowany również przy pierwszym prototypie problem z uniesieniem przedniego koła podczas startu. Podczas lotów okazało się, że zakładana, radykalna poprawa osiągów samolotu w porównaniu z dostępnymi maszynami pozostaje jedynie w sferze oczekiwań. Aby zaradzić problemom, w maju 1944 roku podjęto decyzje o przeprowadzeniu dalszych prób w tunelu aerodynamicznym, jednak niewielki priorytet całego programu sprawił, że tunel dostępny był dopiero w październiku 1944 roku. W międzyczasie prowadzone loty ujawniły problemy ze zbyt dużym spalaniem paliwa, za małą mocą silnika i za dużym obciążeniem ogona samolotu podczas kołowania po płycie lotniska. Tymczasem nadchodziła już era samolotów z napędem odrzutowym, doświadczenia wyniesione z frontów II wojny światowej wskazywały na to, iż zdecydowanie bardziej potrzebny jest siłom powietrznym samolot bardziej uniwersalny i wielozadaniowy niż myśliwiec przechwytujący przeznaczony do obrony punktowych celów, niezdolny do przenoszenia uzbrojenia zewnętrznego. Wstrzymano dalsze loty argumentując to tym, iż ich kontynuowanie stanowi za duże ryzyko dla życia pilota a cały program anulowano na początku 1946 roku.

## Konstrukcja
Northrop XP-56 Black Bullet był jednomiejscowym, całkowicie metalowym (do budowy użyto stopów magnezu), wolnonośnym średniopłatem. Samolot miał podwozie chowane, trójpodporowe z przednim podparciem. Kadłub samolotu miał konstrukcję półskorupową. Skrzydła miały bardzo duży wznios i były załamane na końcach.
Samolot uzbrojony miał być w dwa działka kalibru 20 mm i cztery karabiny maszynowe kalibru 12,7 mm – wszystkie zamontowane w dziobie samolotu.